# Малашкевич, Олег Александрович
Оле́г Алекса́ндрович Малашке́вич (4 января 1972, Новокузнецк, Кемеровская область) — белорусский хоккеист (нападающий) и тренер. Заслуженный мастер спорта Республики Беларусь.

## Биография
Родился в Новокузнецке. С 20 лет живёт в Беларуси.
Выступал за ХК «Металлург» (Новокузнецк), «ХК Шахтёр» (Прокопьевск) , «Неман» (Гродно), «Гомель» (Гомель), ХК «Нефтяник» (Альметьевск), «Керамин» (Минск).
В составе национальной сборной Белоруссии провёл 9 матчей (1 гол, 1 передача).
Чемпион Беларуси (1998, 1999, 2001), серебряный призер Беларуси (1993, 1994 в составе «Немана», 2011 в составе «Керамин»), бронзовый призёр (1995, 1996, 1997, 2000). Чемпион ВЕХЛ (1996, 2003, 2004), серебряный призёр ВЕХЛ (1998, 1999, 2001).
Занял первое место белорусской экстралиги в 1999/2000 по забитым голам — 12, и первое место в канадской классификации — 20 баллов.
На протяжении многих лет защищал цвета гродненского «Немана», а после завершения карьеры игрока продолжил работать в клубе тренером.

### Тренерская карьера
В 2011 году возглавил резервную команду «Немана».
В 2014 году, работая помощником главного тренера В. П. Спиридонова, вместе с командой стал обладателем Континентального кубка по хоккею с шайбой. В начале сезона 2015 г. тренерский багаж пополнился опытом работы в европейском ХК «Торунь» (Польша) в качестве главного тренера.
В конце 2015 года Олег Малашкевич был назначен помощником главного тренера хоккейного клуба «Неман». 12 мая 2021 года покинул клуб.
3 июня 2021 года был назначен помощником главного тренера Сергея Пушкова в петербургском «Динамо».